# Тиолье, Франсуа Жоэль
Франсуа Жоэль Тиолье (фр. François-Joël Thiollier; род. 1943, Париж) — французский пианист.
Учился в Париже у Робера Казадезюса, затем окончил Джульярдскую школу у Саши Городницкого. Финалист ведущих международных конкурсов, в том числе Международного конкурса имени Бузони (1964, II премия), Международного конкурса имени Чайковского (1966, VI премия) и Международного конкурса имени королевы Елизаветы (1968, VI премия).
Дважды записал полное собрание сочинений для фортепиано Сергея Рахманинова. Среди других значительных записей Тиолье — все фортепианные произведения Клода Дебюсси, Мориса Равеля, Джорджа Гершвина (1998, к столетию композитора), редкие ранние (1782—1783) пьесы Бетховена.